# Кефалония (ном)
Кефалония и Итака е ном в Гърция съдържащ Йонийските острови Кефалония и Итака. Кефалония и Итака е с население от 42 088 жители (2005 г.) и обща площ от 904 км². Гъстотата на населението е 46,60 жители/км².